# 南弟子屈駅
南弟子屈駅（みなみてしかがえき）は、北海道川上郡弟子屈町字熊牛原野にあった北海道旅客鉄道（JR北海道）釧網本線の駅（廃駅）。電報略号はミテ。事務管理コードは▲111608。駅番号はB63。

## 歴史

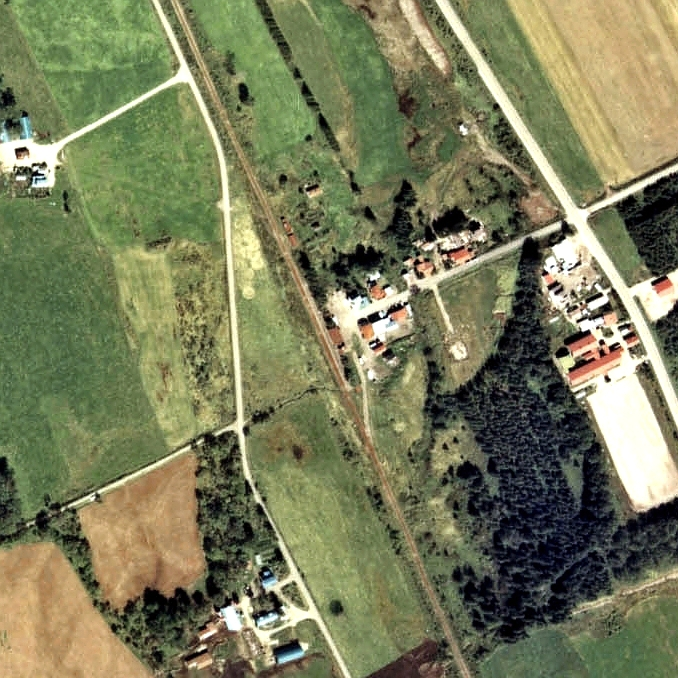
1977年の南弟子屈駅と周囲約500m範囲。上が網走方面。駅舎側の単式ホーム1面1線で、かなり早い時期に貨物取扱を止めていて、駅裏の副本線は撤去されて久しく、草生して殆んど跡形も無い。駅舎横の釧路側貨物積卸場の引込み線がまだ残されているが、荷物扱い廃止後に一旦撤去され、その後保線車両用に再び引き直されている。

- 1929年（昭和4年）8月15日：鉄道省釧網線標茶駅 - 弟子屈駅（→摩周駅）間開業に伴い開業[4]。一般駅[1]。
- 1960年（昭和35年）10月25日：貨物取扱い廃止[5]。
- 1968年（昭和43年）4月1日：業務委託化[6]。
- 1984年（昭和59年）
  - 2月1日：荷物取扱い廃止[7]。
  - 3月1日：駅員配置終了、委託化[7]。
- 1986年（昭和61年）10月13日：駅舎改築に伴い、既存駅舎の公開入札を実施[8]。
- 1987年（昭和62年）4月1日：国鉄分割民営化によりJR北海道に継承[1]。
- 1992年（平成4年）4月1日：簡易委託廃止、完全無人化。
- 2019年（令和元年）9月6日：JR北海道が南弟子屈地区の住民に対し、当駅の廃止の検討について説明会を実施[9]。
- 2020年（令和2年）
  - 3月14日：利用者減少とダイヤ改正に伴い、廃止[2][10]。
    - 当駅を含む区間は、降水と気温上昇によって冠水、路盤流出、土砂流入などの異常が生じたため3月11日以降運休していた[11]。
    - 正式な営業終了日である3月13日に地元の愛好家が資料やポストカードを500部作成し、駅訪問客に配布した[12]。

  - 5月13日：駅舎を撤去[JR北 1]。弟子屈町に譲渡され、今後は資料館としての活用を検討[JR北 1][13]。

### 駅名の由来
開業時点で所在地名の「クマウシ（熊牛）」がすでに河西鉄道（当時、十勝鉄道を経て1951年廃止）で用いられていたため、弟子屈駅（現・摩周駅）の南方に所在することから「南弟子屈」とした。

## 駅構造
地上駅で、1面1線の単式ホームを有していた。摩周駅管理の無人駅。かつては貨物ホームや側線を有していた。
駅舎は車掌車が転用されていた。1929年（昭和4年）の開業時から使用されてきた旧駅舎は1986年（昭和61年）10月、駅舎の取り壊しを条件に公開入札が行われ、弟子屈町の建設会社社長によって落札・解体された。また、廃止時の駅舎は郷土資料として活用するため、2020年（令和2年）6月に駅舎が移設された。

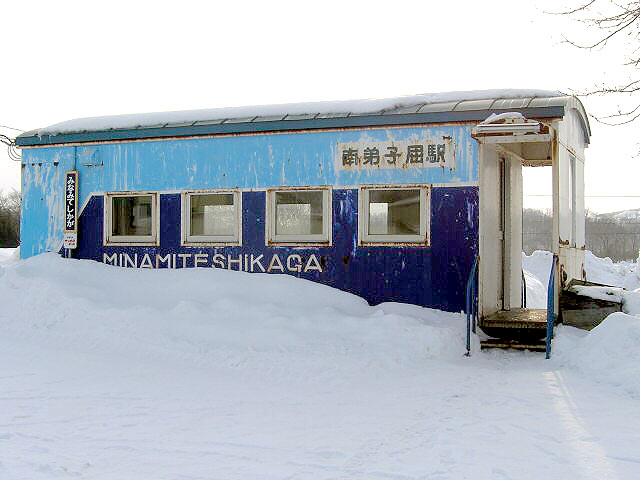
塗り替え前の駅舎（2004年2月）
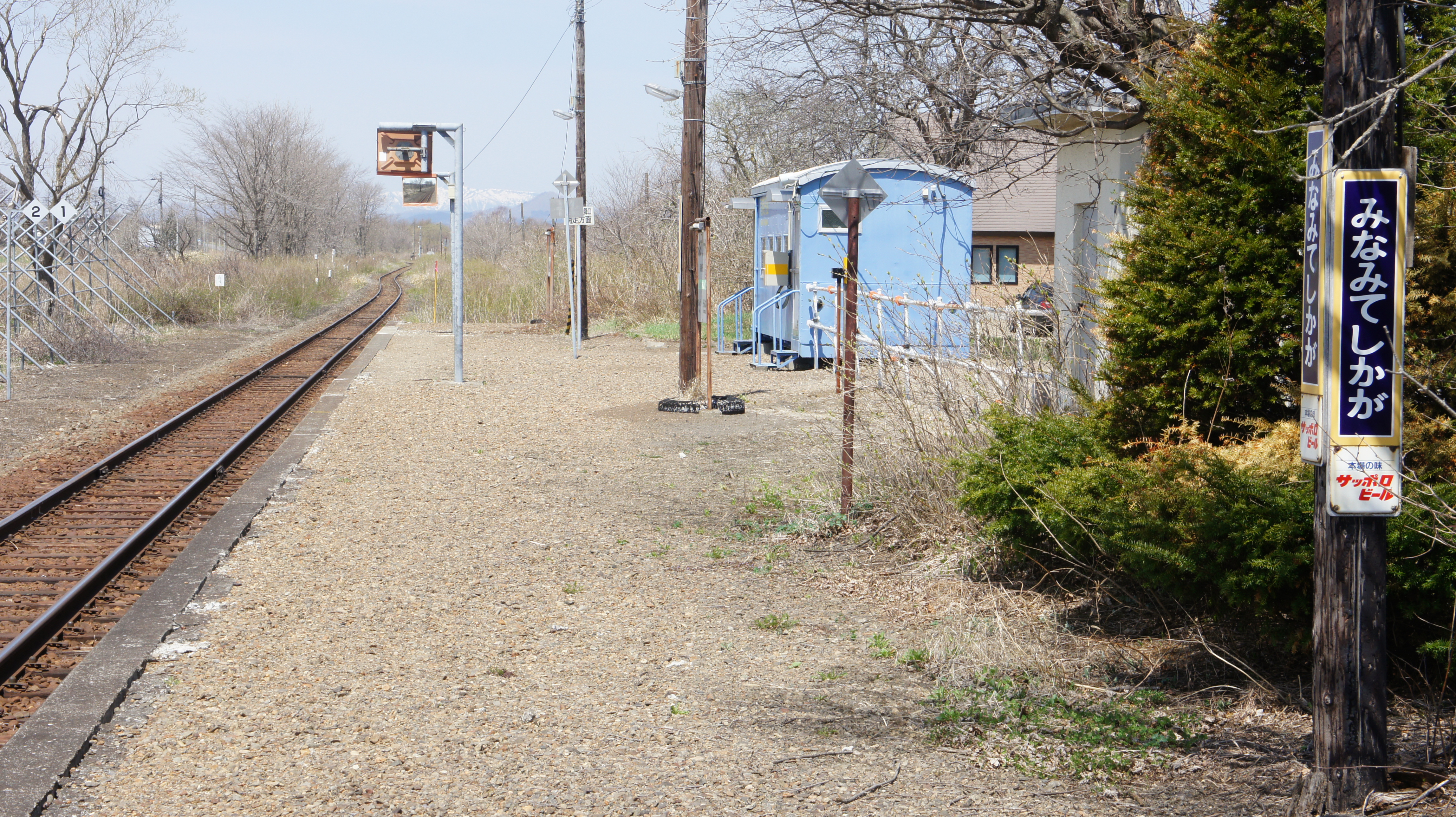
ホーム（2017年5月）
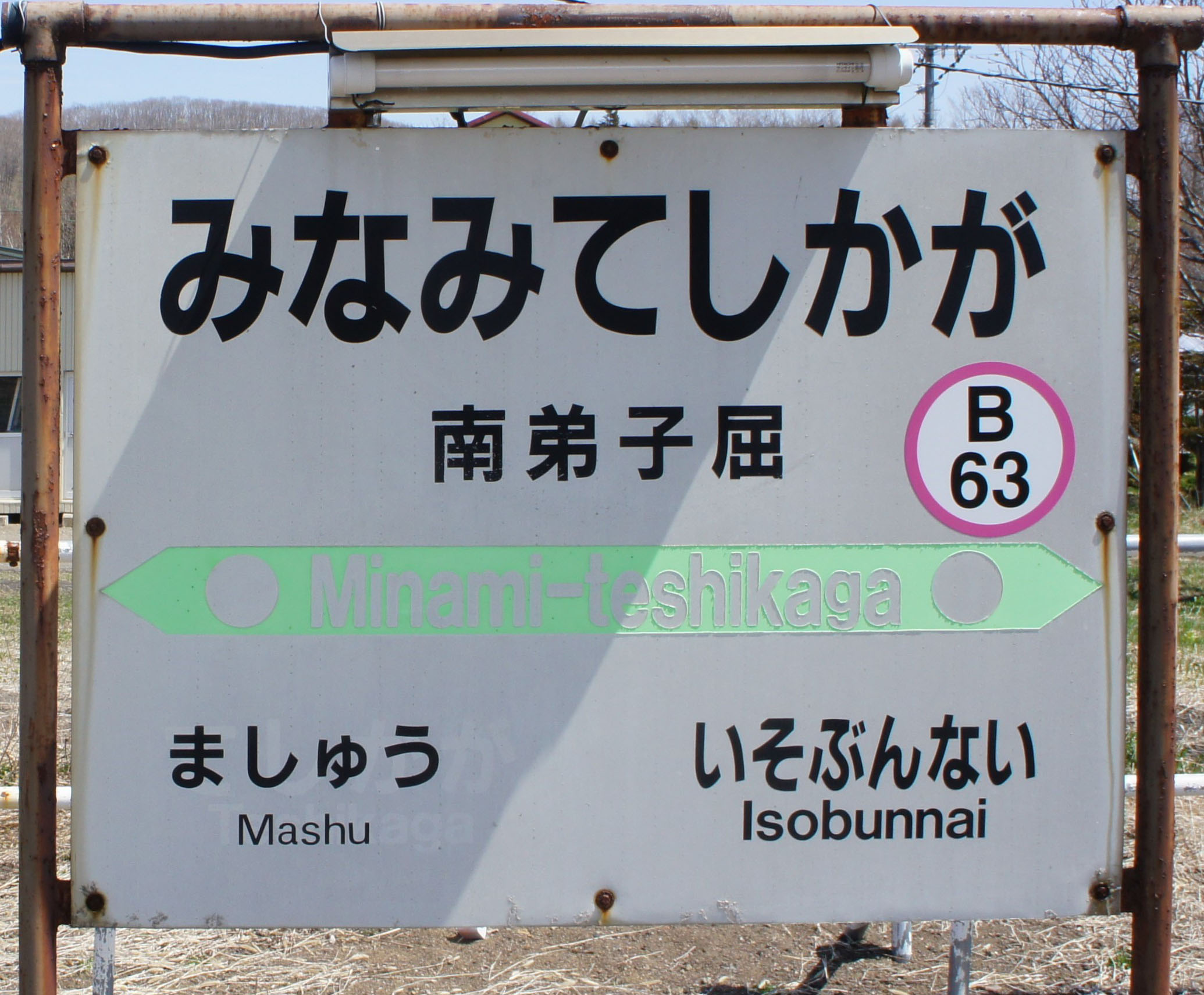
駅名標（2017年5月）

## 利用状況
乗車人員の推移は以下のとおり。年間の値のみ判明している年については、当該年度の日数で除した値を括弧書きで1日平均欄に示す。乗降人員のみが判明している場合は、1/2した値を括弧書きで記した。
また、「JR調査」については、当該の年度を最終年とする過去5年間の各調査日における平均である。
| 年度               | 乗車人員 | 乗車人員 | 乗車人員 | 出典       | 備考 |
| 年度               | 年間     | 1日平均  | JR調査   | 出典       | 備考 |
| ------------------ | -------- | -------- | -------- | ---------- | ---- |
| 1978年（昭和53年） |          | 25       |          | [ 16 ]     |      |
| 2016年（平成28年） |          |          | 1.0      | [ JR北 2 ] |      |
| 2017年（平成29年） |          |          | 1.0      | [ JR北 3 ] |      |
| 2018年（平成30年） |          |          | 1.2      | [ JR北 4 ] |      |
| 2019年（令和元年） |          |          | 1.6      | [ JR北 5 ] |      |

## 駅周辺
駅前には倉庫、ガソリンスタンド(ENEOS)、商店、住宅が数軒あるのみで、広大な牧場地帯である。
- 国道391号
- 釧路川

## 隣の駅
北海道旅客鉄道（JR北海道）
■釧網本線（当駅廃止時点）
摩周駅 (B64) - 南弟子屈駅 (B63) - 磯分内駅 (B62)

### JR北海道
1. 1 2  “アクションプラン 第1期計画2年 報告書 （令和2年度） 釧網線”.   北海道旅客鉄道 (2021年8月). 2022年10月1日時点のオリジナルよりアーカイブ。2022年10月1日閲覧。
2. ↑  「釧網線（東釧路・網走間）」（PDF）『線区データ（当社単独では維持することが困難な線区）』、北海道旅客鉄道、2017年12月8日。オリジナルの2017年12月9日時点におけるアーカイブ。2017年12月10日閲覧。
3. ↑  「釧網線（東釧路・網走間）」（PDF）『線区データ（当社単独では維持することが困難な線区）(地域交通を持続的に維持するために)』、北海道旅客鉄道株式会社、3頁、2018年7月2日。オリジナルの2018年8月19日時点におけるアーカイブ。2018年8月19日閲覧。
4. ↑  “釧網線（東釧路・網走間）” (PDF). 線区データ（当社単独では維持することが困難な線区）(地域交通を持続的に維持するために).   北海道旅客鉄道. p. 3 (2019年10月18日). 2019年10月18日時点のオリジナルよりアーカイブ。2019年10月18日閲覧。
5. ↑  “釧網線（東釧路・網走間）” (PDF). 地域交通を持続的に維持するために > 輸送密度200人以上2,000人未満の線区（「黄色」8線区）.   北海道旅客鉄道. p. 3 (2020年10月30日). 2020年11月2日時点のオリジナルよりアーカイブ。2020年11月2日閲覧。